# Vindknattane
Vindknattane är en kulle i Antarktis. Den ligger i Östantarktis. Norge gör anspråk på området. Toppen på Vindknattane är 962 meter över havet.
Terrängen runt Vindknattane är huvudsakligen platt. Trakten är obefolkad. Det finns inga samhällen i närheten.